# Gueschart
Gueschart és un municipi francès situat al departament del Somme i a la regió dels Alts de França. L'any 2007 tenia 320 habitants.

## Demografia

### Població

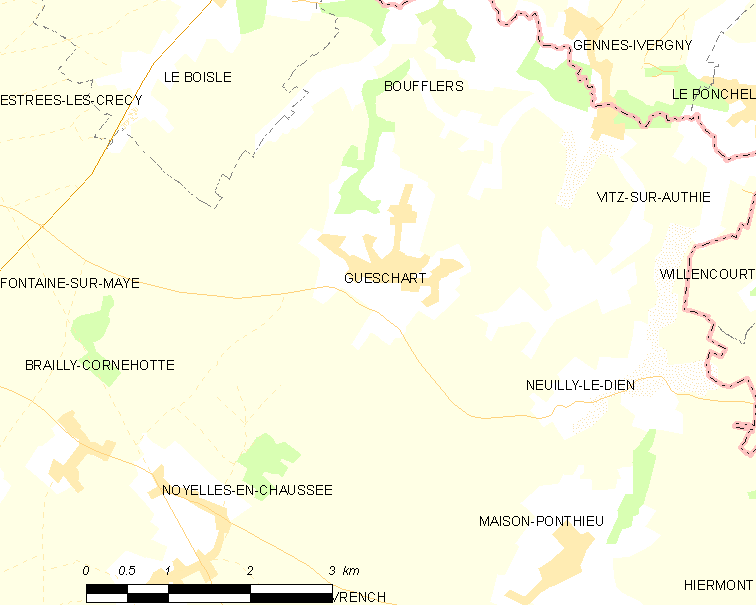
mapa del municipi

El 2007 la població de fet de Gueschart era de 320 persones. Hi havia 132 famílies de les quals 36 eren unipersonals (16 homes vivint sols i 20 dones vivint soles), 40 parelles sense fills, 48 parelles amb fills i 8 famílies monoparentals amb fills.
La població ha evolucionat segons el següent gràfic:
Habitants censats

### Habitatges

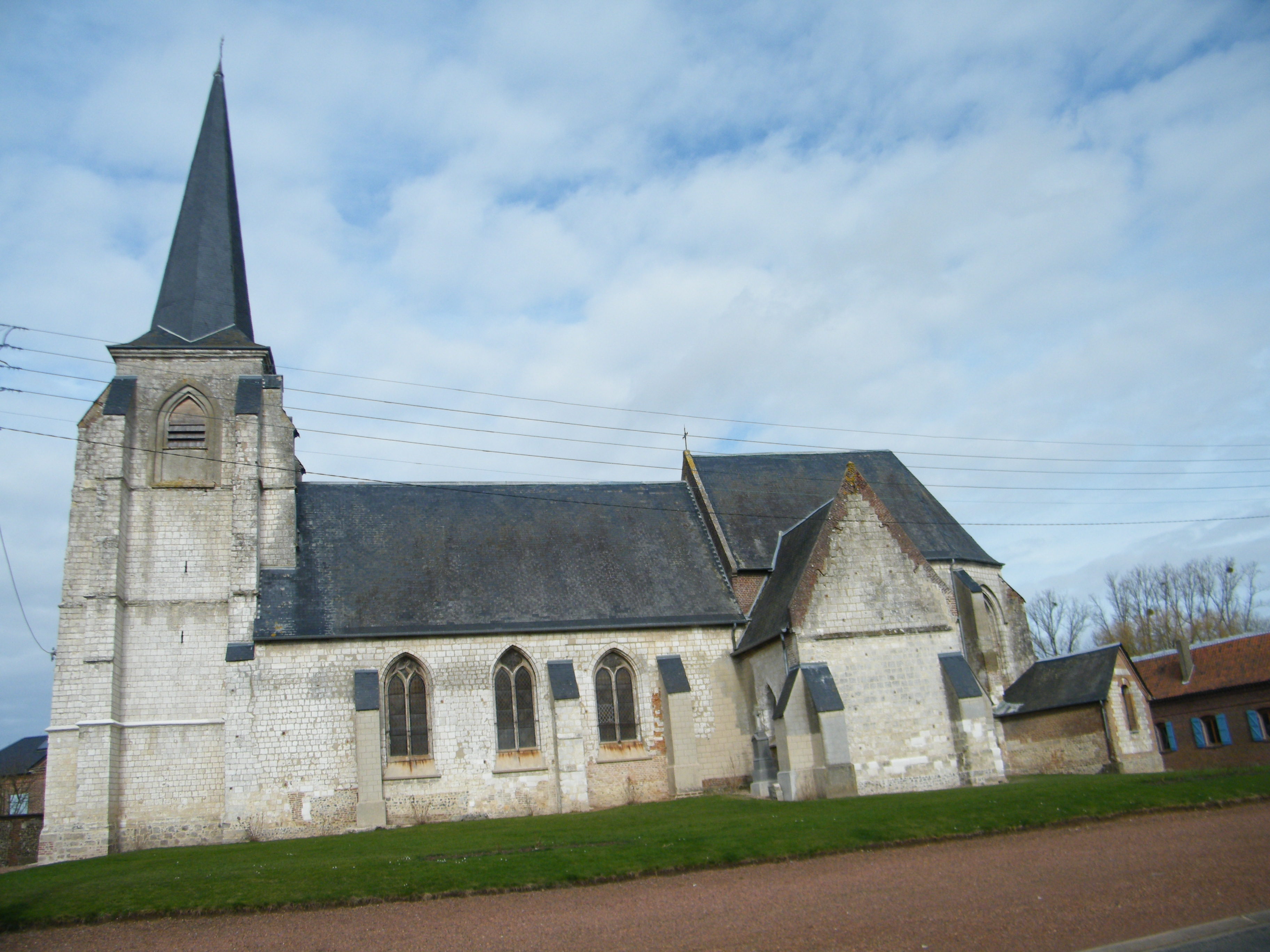
església

El 2007 hi havia 185 habitatges, 131 eren l'habitatge principal de la família, 39 eren segones residències i 15 estaven desocupats. 184 eren cases i 1 era un apartament. Dels 131 habitatges principals, 105 estaven ocupats pels seus propietaris, 23 estaven llogats i ocupats pels llogaters i 3 estaven cedits a títol gratuït; 1 tenia una cambra, 2 en tenien dues, 10 en tenien tres, 34 en tenien quatre i 84 en tenien cinc o més. 91 habitatges disposaven pel capbaix d'una plaça de pàrquing. A 64 habitatges hi havia un automòbil i a 51 n'hi havia dos o més.

### Piràmide de població

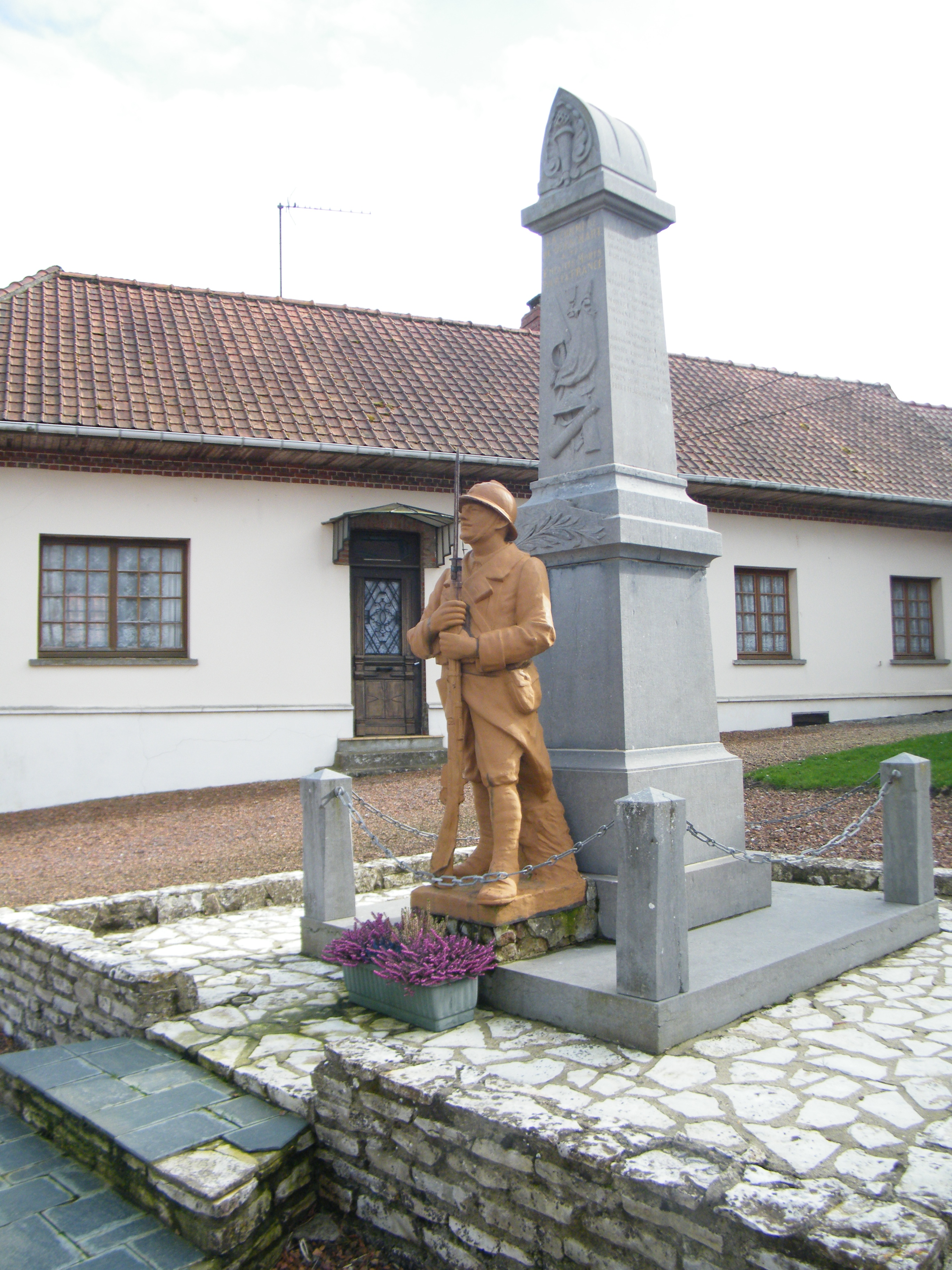

La piràmide de població per edats i sexe el 2009 era:
| Homes | Edats   | Dones |
| ----- | ------- | ----- |
| 0     | 95 o +  | 0     |
| 0     | 90 a 94 | 4     |
| 0     | 85 a 89 | 4     |
| 4     | 80 a 84 | 4     |
| 8     | 75 a 79 | 12    |
| 12    | 70 a 74 | 8     |
| 16    | 65 a 69 | 16    |
| 16    | 60 a 64 | 8     |
| 0     | 55 a 59 | 4     |
| 4     | 50 a 54 | 4     |
| 8     | 45 a 49 | 12    |
| 16    | 40 a 44 | 4     |
| 4     | 35 a 39 | 12    |
| 16    | 30 a 34 | 8     |
| 12    | 25 a 29 | 24    |
| 0     | 20 a 24 | 8     |
| 4     | 15 a 19 | 8     |
| 16    | 10 a 14 | 4     |
| 8     | 5 a 9   | 28    |
| 8     | 0 a 4   | 8     |

## Economia

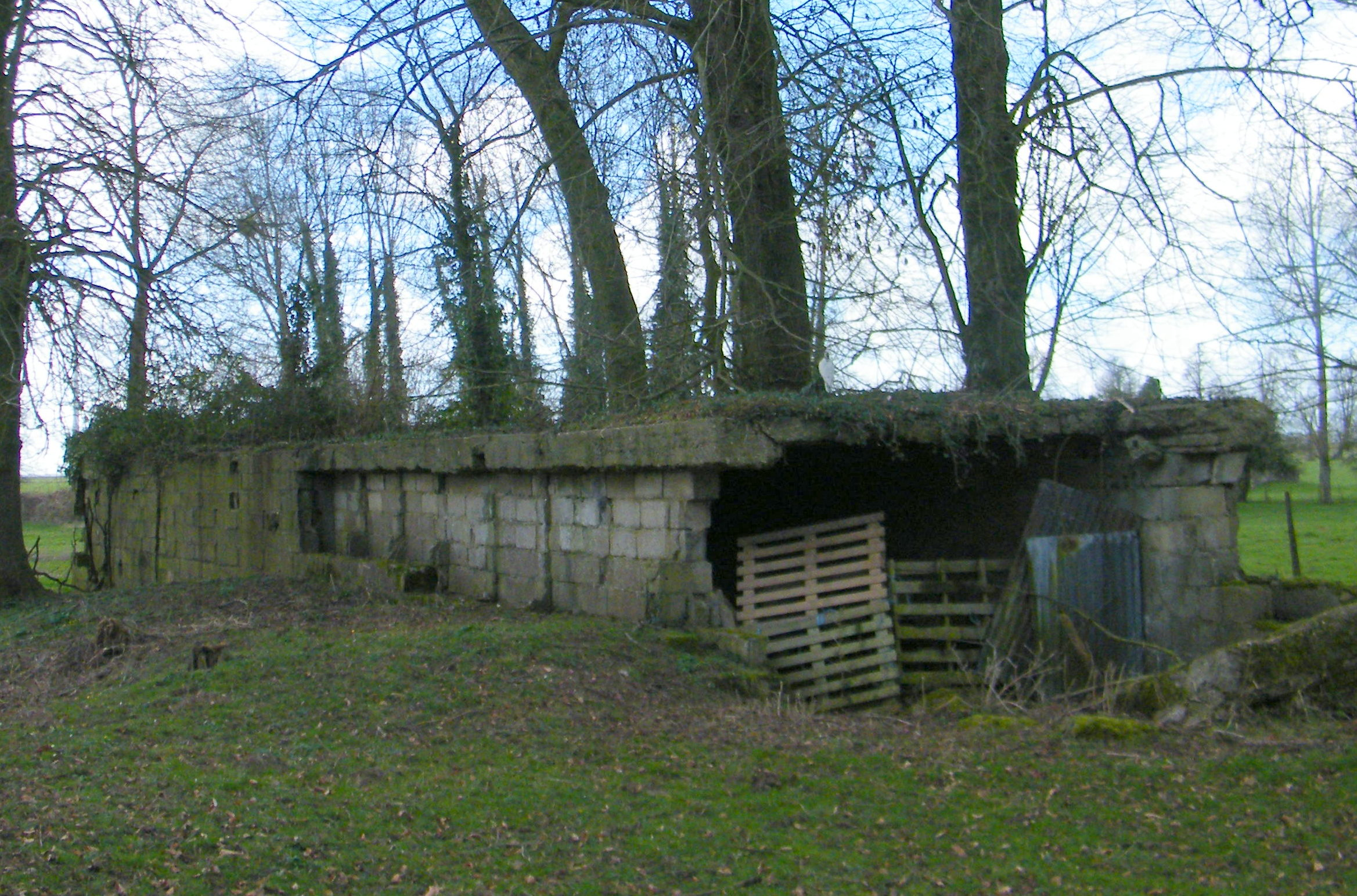

El 2007 la població en edat de treballar era de 185 persones, 133 eren actives i 52 eren inactives. De les 133 persones actives 121 estaven ocupades (75 homes i 46 dones) i 12 estaven aturades (3 homes i 9 dones). De les 52 persones inactives 17 estaven jubilades, 11 estaven estudiant i 24 estaven classificades com a «altres inactius».

### Ingressos

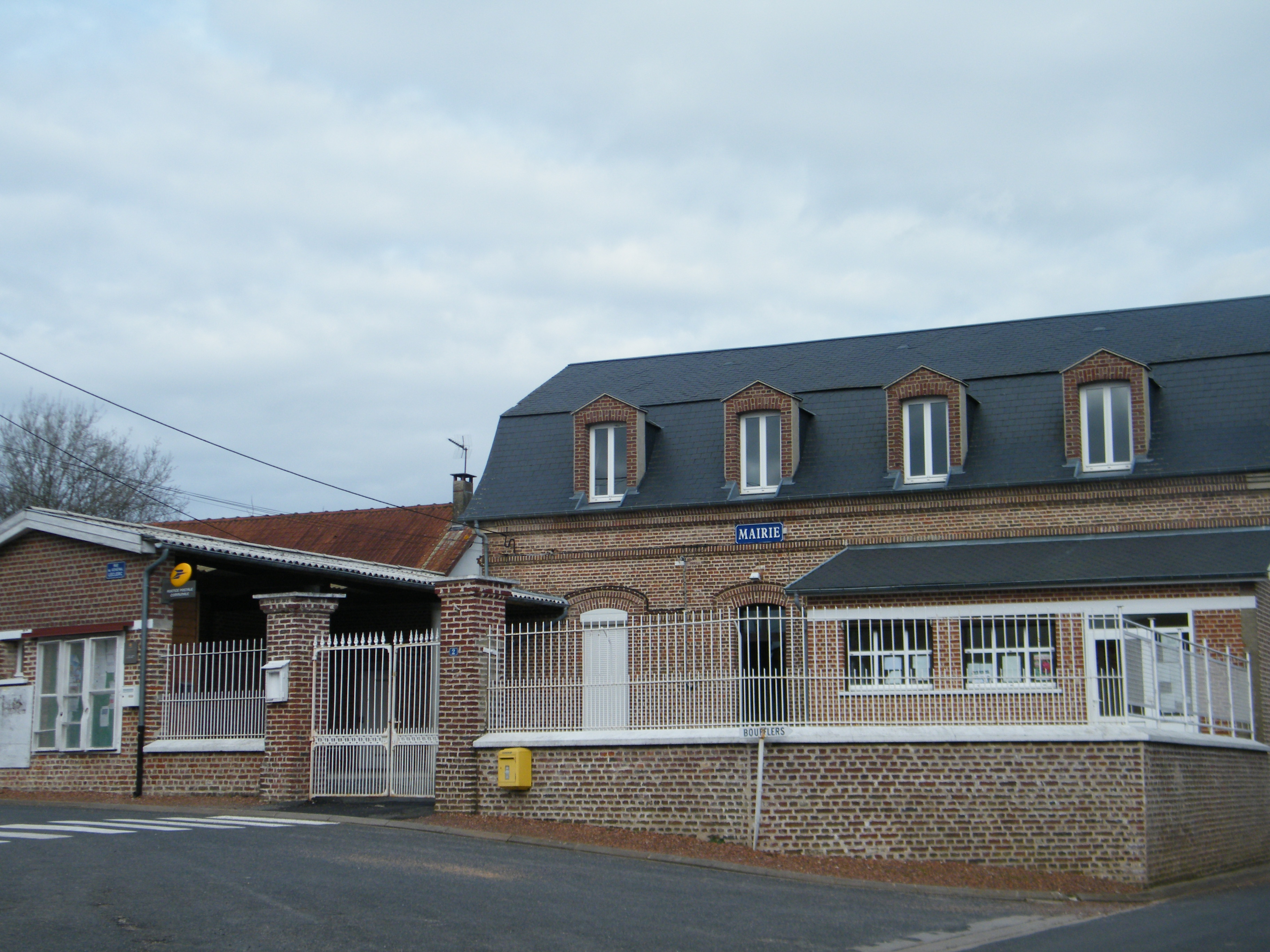

El 2009 a Gueschart hi havia 135 unitats fiscals que integraven 319 persones, la mediana anual d'ingressos fiscals per persona era de 15.125 €.

### Activitats econòmiques
Dels 12 establiments que hi havia el 2007, 4 eren d'empreses extractives, 1 d'una empresa de fabricació d'altres productes industrials, 4 d'empreses de construcció, 2 d'empreses de comerç i reparació d'automòbils i 1 d'una entitat de l'administració pública.

Dels 4 establiments de servei als particulars que hi havia el 2009, 1 era un taller de reparació d'automòbils i de material agrícola, 1 paleta, 1 fusteria i 1 electricista.
L'any 2000 a Gueschart hi havia 28 explotacions agrícoles que ocupaven un total de 1.424 hectàrees.

## Equipaments sanitaris i escolars
El 2009 hi havia una escola maternal integrada dins d'un grup escolar amb les comunes properes formant una escola dispersa.

## Poblacions més properes
El següent diagrama mostra les poblacions més properes.